# きいやま商店大爆笑劇場2019
『きいやま商店大爆笑劇場2019 コントCDだよ！ むる集合！！』（きいやましょうてんだいばくしょうげきじょうにせんじゅうきゅう コントシーディーだよ むるしゅうごう）は、日本の男性音楽グループきいやま商店のコントを収録した企画アルバム。2019年5月27日発売。発売元は、株式会社トクダ製作所、有限会社フライング・ハイ。

## 解説
きいやま商店が憧れている「ザ・ドリフターズ」のように音楽とコントを融合させた舞台の開催が実現、2019年5月27日と28日に、『きいやま商店大爆笑劇場2019 初コントさー！むる集合！！』 と題し大阪・大丸心斎橋劇場にて行われ、そのコントライブ開催を記念して製作された。
本公演は、トクダ製作所側が2018年に行われたおきなわ新喜劇の舞台にゲスト出演したきいやま商店を見てメンバーと意気投合し、トクダ製作所プロデュースによりコントライブの開催が決定した。
コントライブ公演の会場限定販売。収録内容は、音声コントのみが収録されており、舞台では行われなかったコント5編が収録されている。

## 収録曲
1. #1 クイズ！ダジャレでDON！ [6:29]
2. #2 サウナでロウリュウ [8:12]
3. #3 ゴロ寝アイドル [6:30]
4. #4 オニササ食べませんか？ [8:45]
5. #5 グスクのイシガキを登る男たち [5:02]

## クレジット
脚本・演出:ハイビスカス博士、出演:きいやま商店、藤原麻友美、東江愛美、ハイビスカス博士